# لي دونغ-وون
لي دونغ-وون (مواليد 4 يوليو 1945) لاعب كرة قدم كوري شمالي سابق كان يجيد اللعب في مركز المهاجم مع منتخب كوريا الشمالية الذي شارك في كأس العالم 1966 بإنجلترا.

## روابط خارجية
- لي دونغ-وون على موقع الاتحاد الدولي (مؤرشف)  (الإنجليزية)
- لي دونغ-وون على موقع ناشيونال فوتبول تيمز (الإنجليزية)
- لي دونغ-وون على موقع عالم كرة القدم.نت (الإنجليزية)